# Erik Krikortz
Erik Krikortz, född 12 april 1975 i Luleå, är en svensk konstnär. 
Erik Krikortz utbildade sig på Konstfack i Stockholm. Han gjorde 2008 Emotional Cities, ett konstprojekt som speglar deltagarnas humör. På projektets hemsida kan alla på en sjugradig färgskala markera hur de mår, från ledset lila till lyckligt rött. För Stockholms del visades ett medelvärde i form av en ljusinstallation på Hötorgsskraporna. Projektet har ställts ut bland annat på Moderna museet.

## Offentliga verk i urval
- Emotional Cities, Stockholm, 2008
- Colour by Numbers, interaktiv ljusinstallation, telefontornet vid Telefonplan i Stockholm, tillfälligt 2007, permanent 2011 (tillsammans med Milo Lavén och Loove Broms, visat också i Sevilla vid den tredje Sevillabiennalen)[3]
- För egen maskin, LED-armatur med färg beroende av luftkvaliteten (kvävedioxid och ozon) i Halmstads centrum, från grönt över gult, orange och rött till lila, 2010, på fasaden till Halmstad Arena
- Väggmålning, Berlin, Carolinabacken i Uppsala, 2015[4][5][6]

## Bildgalleri

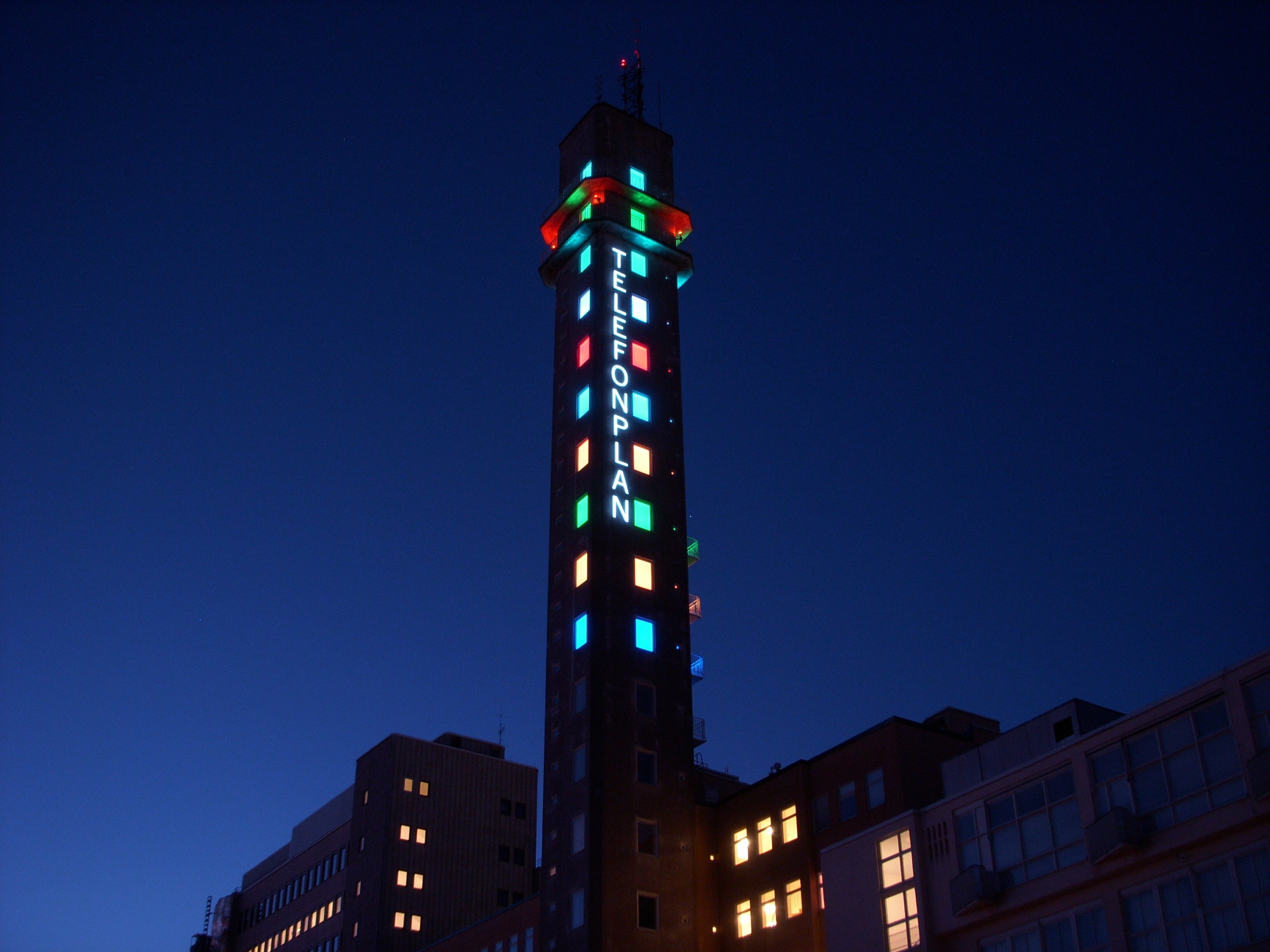
Colour by Numbers 2011
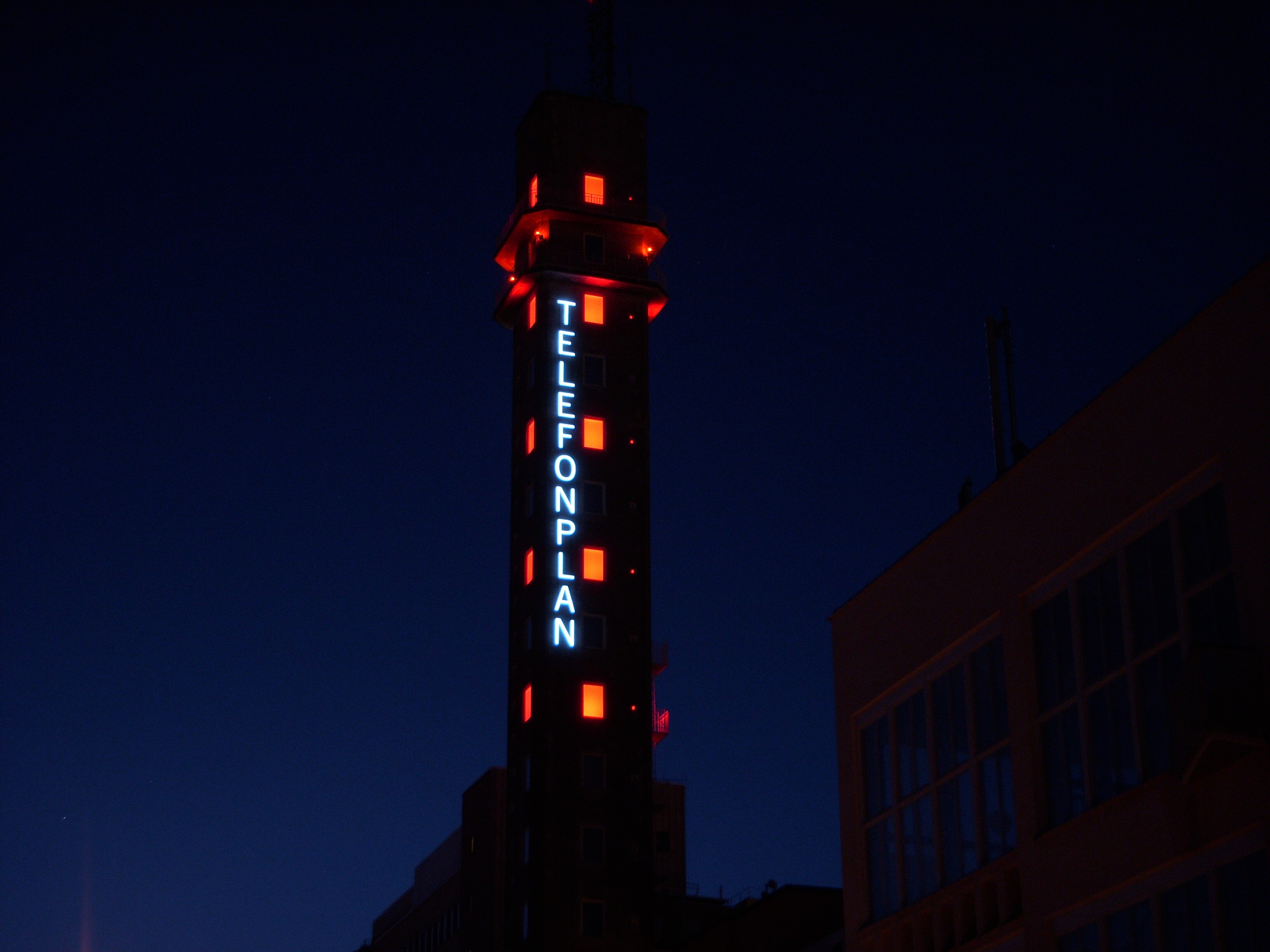
Colour by Numbers 2011